# High on You
För singeln av Miss Li, se High on You (musiksingel).
High on You är de amerikanska funkgruppen Sly and the Family Stones åttonde album, släppt av Epic 1975. High on You släpptes som ett soloalbum med Sly Stone men har kommit att räknas till Sly and the Family Stones album. Albumet släpptes efter att gruppen upplösning som hade orsakats av en fruktanvärd spelning på Radio City Music Hall i januari 1975.

## Låtlista
Alla sånger är skrivna av Sylvester Stewart och producerade av Sly Stone, då inget annat anges.

### Sida 1
1. "I Get High On You" - 3:15
2. "Crossword Puzzle" - 2:57
3. "That's Lovin' You" - 2:58
4. "Who Do You Love?" - 3:42
5. "Green Eyed Monster Girl" - 3:55

### Sida 2
1. "Organize" (Sylvester Stewart, Freddie Stewart) - 3:22
2. "Le Lo Li" - 3:20
3. "My World" - 3:26
4. "So Good To Me" - 3:24
5. "Greed" - 4:13

## Medverkande musiker
- Sly Stone: sång, keyboard, gitarr, bas, med mera
- Little Sister (Dawn Silva, Tiny Melton, Vet Stone, Rudy Love): körsång
- Freddie Stone: sång, gitarr
- Jerry Martini: saxofon
- Dennis Marcellino: saxofon
- Cousin Gale (Gail Muldrow): gitarr
- Bobby Vega: bas ("I Get High on You")
- Rusty Allen: bas ("Organize")
- Michael Samuels: trummor ("Crossword Puzzle" och "Monster Girl")
- Jim Strassburg: trummor ("I Get High on You," "Who Do You Love", "My World", "So Good to Me" och "Greed")
- Willie Wild Sparks: trummor ("Le Lo Li")
- Bill Lordan: trummor ("That's Lovin' You")
- Cynthia Robinson: trumpet, sång
- "Little Moses": orgel ("I Get High On You")
- Bobby Lyles, Tricky Truman Governor (Truman Thomas): keyboard